# Thyreoglobulin
A thyreoglobulin a pajzsmirigysejtek raktározó fehérjéje, egy 660 000 Dalton méretű glikoprotein, mely molekulánként 1-20 jódatomot tartalmaz. A pajzsmirigysejtek hozzá kötve raktározzák a elkészült pajzsmirigyhormonokat. Kis mennyiségben a vérkeringésbe is bekerül. A pajzsmirigyhormonok a thyreoglobulinból a szervezet igényei szerint szabadulnak fel és kerülnek a véráramba. Ezt a folyamatot a pajzsmirigy-stimuláló hormon (TSH) szabályozza.
A thyreoglobulin mai tudásunk szerint csak az emberi pajzsmirigyben termelődik. Ezért, thyreoglobulin kimutatása a vérben a pajzsmirigysejtek jelenlétét és működését jelzi, ami pajzsmirigykarcinóma utókezelése során lehet fontos.
Pajzsmirigykarcinóma esetén, ha a műtét és az ezt követő radiojódterápia után a vérben thyreoglobulin mutatható ki, az egyértelműen pajzsmirigysejtek további jelenlétére és így a karcinóma kiújulására vagy maradványára utalhat. 
A pajzsmirigy autoimmun gyulladását, a Hashimoto-thyreoiditist, okozhatja a thyreoglobulin ellen termelt antitest (anti-Tg). Az anti-Tg az esetek mintegy 70-80%-ában mutatható ki Hashimoto-thyreoiditisben szenvedő betegek vérében szemben a tireoperoxidáz elleni antitesttel (anti-TPO), mely gyakoribb (kb. 95%). 
Ezek az antitestek gyulladást idéznek elő és idővel a pajzsmirigysejtek teljes pusztulását okozzák.